# Naoji Ito
Naoji Ito (伊藤 直司, Ito Naoji) est un footballeur japonais né le 1er juillet 1959 dans la préfecture de Mie au Japon.